# Cölestin Königsdorfer

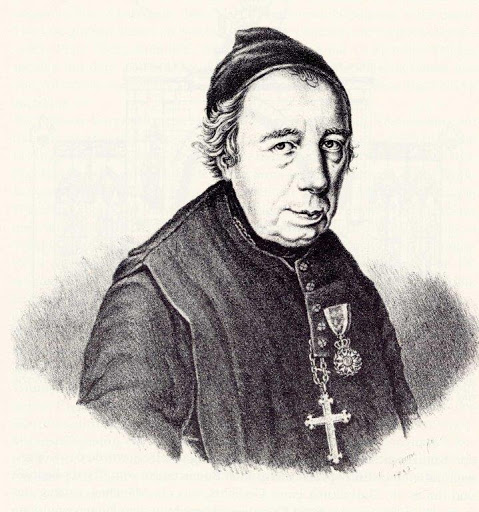
Cölestin Königsdorfer

Cölestin Königsdorfer, ab 1832 Ritter von Königsdorfer (auch Cölestin von Königsdorfer; * 18. August 1756 in Flotzheim als Bernhard Königsdorfer; † 16. März 1840 in Donauwörth), war der letzte Abt des Benediktinerklosters Kloster Heilig Kreuz Donauwörth.

## Leben
Königsdorfer besuchte von 1768 bis 1776 das Gymnasium und Lyzeum St. Salvator der Jesuiten in Augsburg. Als 20-Jähriger trat er in den Orden ein. Nach seiner Priesterweihe 1780 lehrte er bis 1785 orientalische Sprachen, Kirchenrecht und Theologie im Kloster und ab 1791 als Professor Mathematik und Physik an der Universität Salzburg.
Von 1794 und 1803 bis zur Säkularisation leitete Königsdorfer das Benediktinerkloster Heilig Kreuz Donauwörth. 1832 wurde der Bürgerliche vom bayerischen König Ludwig I. durch die Verleihung des Verdienstordens der Bayerischen Krone geadelt.
Er verfasste theologische, philosophische und naturwissenschaftliche Schriften und zeichnete seine Predigten für die Nachwelt auf. Mit dem vierbändigen Werk Die Geschichte des Klosters zu Heilig Kreuz in Donauwörth hinterließ er eine Quellensammlung, die für historische Studien heute noch Bedeutung hat.
Begraben ist Königsdorfer in der von ihm gestifteten Kapelle des Friedhofs von Heilig Kreuz.
Sein Bruder Martin Königsdorfer (* 20. Oktober 1752, † 7. März 1835) war Schriftsteller und von 1795 bis 1834 Pfarrer von Lutzingen.

## Werke (Auswahl)
- Sieben- und dreyßig Predigten. Augsburg 1814 (Digitalisat; Druckfehler-Bwerichtigung)
- Geschichte des Klosters zum Heil. Kreutz in Donauwörth, Donauwörth 1819–1829.
  - Erster Band: Von den Urahnen seiner Stifter bis zum Jahr 1518 , Donauwörth 1819, (Digitalisat).
  - Zweiter Band: Vom Jahre 1518 bis 1648. Donauwörth 1825 (Digitalisat).
  - Dritter Band,
    - I. Abtheilung: Vom Jahre 1848 bis 1796, Donauwörth 1829 (Digitalisat).
    - II. Abtheilung: Vom Jahre 1796 bis zu seiner Auflösung. Donauwörth 1829 (Digitalisat).